# (21683) Segal
(21683) Segal (1999 RL33) – planetoida z pasa głównego asteroid okrążająca Słońce w ciągu 3,44 lat w średniej odległości 2,28 j.a. Odkryta 9 września 1999 roku.